# صمويل بوخارتس
صمويل بوخارت (بالفرنسية: Samuel Bochart) (1599 -1667 م) هو عالم بالإنجيل ومستشرق فرنسي. وهو أحد طلاب توماس إربنيوس.